# Де Лазари, Василий Николаевич
Василий Николаевич де Лазари (1831—1889) — генерал-майор Отдельного корпуса жандармов Российской империи.

## Биография
Окончил Лазаревский институт восточных языков в Москве, востоковед.
В 1850 году начал военную службу унтер-офицером Ширванского пехотного полка, состоял адъютантом при генерале, бароне А. Е. Врангеле. В 1852 году произведен в прапорщики, в мае 1854 года произведен в подпоручики «за отличие в сражении против турок», в 1855 году произведен в поручики «за отличие в сражениях», назначен командиром роты.
С января 1858 года — бригадный адъютант по особым поручениям при Дербентском губернаторе генерал-майоре З. С. Манюкине. Произведен в штабс-капитаны «за отличие, оказанное в разновременных делах с горцами и понесённые труды», награждён медалью «За покорение Чечни и Дагестана». В 1861 году был дважды награжден «Орденом Святого Станислава 3 степени с мечами и бантом» за «отличие в экспедиции в Дагестанском отряде при покорении Восточного Кавказа» и за «отличие при взятии Гуниба».
В составе пехотной дивизии, на должности гевальдигера (военная полиция), участвовал в подавлении Польского мятежа (1863), был награждён медалью «За усмирение польского мятежа».
В 1863 году был прикомандирован к штабу Корпуса жандармов, назначен Калужским жандармским штаб-офицером.
В 1864—1865 годах — начальник жандармского управления Лидского уезда, произведен в майорский чин.
В 1866 году назначен начальником Владимирского губернского Жандармского управления (ГЖУ), произведен в подполковника. В этот период активно лично участвовал в оперативной разработке террористической организации «Народная Расправа» и её лидера Сергея Нечаева.
В 1870 году назначен начальником Херсонского губернского Жандармского управления (ГЖУ), произведен в полковника. С 1872 года — начальник Кутаисского губернского Жандармского управления (ГЖУ).
В сентябре 1885 года был назначен начальником Олонецкого губернского Жандармского управления (ГЖУ). Это назначение стало последним местом службы Василия Николаевича. Генерал-майор с июня 1886 года.
Похоронен в Одессе.

## Семья
Родители: отец — Николай Дмитриевич де Лазари (1794—1882) воевал в русской армии в Отечественную войну 1812 года, полицмейстер Карасубазара, мать — Елизавета Александровна де Лазари (ум. 1860, в девичестве Ахвердова — дочь полковника Ахвердова Александра Исаевича (1754—1817) — коменданта Кизлярской крепости).
Братья: Николай Николаевич (1837—1901) — генерал-майор жандармерии, Константин Николаевич (1838—1903) — актёр императорских театров, виртуоз-гитарист и певец (баритон).
Жена — Анна Михайловна Беляева.